# Niklas Tripolt
Niklas Tripolt (* 1964 in Wien) ist ein österreichischer Referent und Buchautor.

## Leben
Niklas Tripolt startete in Wien mit einer Ausbildung zum Einzelhandelskaufmann seinen beruflichen Werdegang.
1997 gründete er mit Partnern das Verkaufstrainingsinstitut VBC.
2020 Co-Founder von Space Marketing GmbH – eine Marketingagentur, die sich mit B2B Leadgenerierung über Inbound Marketing und Marketingautomation beschäftigt.
2021 Co-Founder der ISA International Sales Academy die Universitätslehrgänge und Sales MBA anbietet.
Tripolt ist verheiratet und dreifacher Vater.

## Veröffentlichungen
- Sales Reloaded, Manz Verlag, 2021, ISBN 978-3-214-09776-9
- 8 Stufen zum Verkaufserfolg, Manz Verlag, 2018, ISBN 978-3-214-01438-4
- Topfit im Verkauf, Signum Verlag, 2009, ISBN 978-3-85436-409-2
- Luxusgüter professionell verkaufen, Signum Verlag, 2008, ISBN 978-3-85436-398-9
- Kundensignale erkennen, Verkaufschancen nutzen, Signum Verlag, 2006, ISBN 978-3-7766-8016-4
- Spitzenverkaufserfolge – Motivation in schwierigen Zeiten, Signum Verlag, 2005, ISBN 3-7766-8008-3